# جون ماكنزي (رجل أعمال)
جون ماكنزي (بالإنجليزية: John Robert Hugh McKenzie)‏ هو شخصية أعمال نيوزيلندي، ولد في 5 أغسطس 1876، وتوفي في 26 أغسطس 1955.